# Pedro Hermosa
Pedro Hermosa (Isla Umbú, Paraguay, 1833-Asunción, Paraguay, 29 de marzo de 1899) fue un militar paraguayo que se destacó en las batallas de la Guerra de la Triple Alianza.

## Biografía
Nacido en Isla Umbú en 1833, Pedro Hermosa inició su carrera militar como cadete en 1855 dentro del Batallón N.º 1 de Artillería, ascendiendo progresivamente hasta teniente segundo, rango con el que participaría en la Legión de Artillería Ligera. En 1865 Hermosa recibiría la medalla de Orden Nacional del Mérito. 
Ese mismo año se había desencadenado la Guerra de la Triple Alianza, y Hermosa obtendría una inicial victoria en Curupaytí. Dos años más tarde sería ascendido a teniente coronel y sería ungido en la Jefatura de Artillería en Humaita. Con el grado de coronel, Pedro Hermosa tomó parte en las batallas de Ytororo y Lomas Valentinas. Ya en 1869, Hermosa lideró las tropas restantes en Azcurra, pero fue obligado a retroceder hasta Caraguatay. Completamente vencido, Pedro Hermosa logró huir, pero sería capturado por una partida brasilera a principios de 1870.
Dos años más tarde de la prolongada y desastrosa guerra, Hermosa contrajo matrimonio con Juana Pesoa, y juntos se irían a vivir al pueblo natal de esta última, Villa del Pilar. Pesoa había sido el primer amor del Mariscal Francisco Solano López, de quien fue amante hasta la muerte de éste en marzo de 1870 y madre de tres de sus hijos. Pedro Hermosa fallecería el 29 de marzo de 1899, a la edad de sesenta y seis años.
- Datos: Q105411933